# Alpinia pulcherrima
Alpinia pulcherrima är en enhjärtbladig växtart som beskrevs av Henry Nicholas Ridley. Alpinia pulcherrima ingår i släktet Alpinia och familjen Zingiberaceae. Inga underarter finns listade i Catalogue of Life.